# 萝塞拉·阿亚内
萝塞拉·阿亚内（阿拉伯语：روزيلا أيان；1996年3月16日—），摩洛哥女子足球运动员，司职前锋，目前效力于托特納姆熱刺女子足球俱樂部和摩洛哥国家女子足球队。她曾代表摩洛哥参加2022年非洲女子世界杯和2023年国际足联女子世界杯等多场国际赛事。